# My Generation: The Very Best of The Who
My Generation: The Very Best of The Who is een verzamelalbum en een van de greatest hits-collecties van de Britse rockband The Who. Het bestaat voornamelijk uit nummers uit de jaren zestig en zeventig, met als uitzondering "You Better You Bet", dat van de jaren tachtig afkomstig is.

## Track listing
(Alle nummers zijn geschreven door Pete Townshend, tenzij anders aangegeven.)
1. "I Can't Explain" – 2:04
2. "Anyway, Anyhow, Anywhere" (Townshend/Daltrey) – 2:40
3. "My Generation" – 3:18
4. "Substitute" – 3:47
5. "I'm a Boy" – 2:36
6. "Boris the Spider" (Entwistle) – 2:27
7. "Happy Jack" – 2:11
8. "Pictures of Lily" – 2:45
9. "I Can See for Miles" – 4:21
10. "Magic Bus" – 3:15
11. "Pinball Wizard" – 3:00
12. "The Seeker" – 3:22
13. "Baba O'Riley" – 5:07
14. "Won't Get Fooled Again" (Volledige versie) – 8:32
15. "Let's See Action" – 4:02
16. "5:15" – 4:49
17. "Join Together" – 4:22
18. "Squeeze Box" – 2:40
19. "Who Are You" (Singleversie) – 5:02
20. "You Better You Bet" (Volledige versie) – 5:37

## Bezetting
- Roger Daltrey - Leadzanger
- Pete Townshend - Gitaar, synthesizer, keyboards en zang
- John Entwistle - Basgitaar en zang
- Keith Moon - Drums en percussie
- Kenney Jones - Drums en percussie (alléén op nummer 20)